# وانگ چانگهائو
وانگ چانگهائو (انگلیسی: Wang Changhao؛ زادهٔ ۱ اوت ۲۰۰۲) شناگر اهل چین است.
وی در مسابقات کشوری و بین‌المللی در مجموع برندهٔ ۱ مدال طلا شده است.